# 十二连城
十二连城是位于河南省长葛市老城镇的东周古遗址，据考证它是东周魏国时建的一段防御“长城”。2013年5月，被中国国务院列入第七批全国重点文物保护单位名单中。
民国十九年《长葛县志》称：“十二连城在县（老城）西北五里，形势弯环，连绵不绝，故曰连城。”

## 简介
经考古学家勘察鉴定，现存的城墙上可清晰看到厚18到20厘米的夯层，说明这完全是由人工夯筑而成的。在夯层中发现直径10厘米左右的棒夯或捆扎棒夯的夯窝。在城墙的表层和附近，曾出土过青铜戈、剑、箭簇等兵器文物，墙体深层没有发现秦汉以后的遗存物。因此断定是春秋战国时期人工修建的。以“十二连城”蜿蜒曲折的走向以及连绵10余里的长度判断，它不像是一座城墙，可能是用于防御的边墙——即长城。从历史记载和地理位置判断，十二连城可能是战国时代的魏国长城。后人们见到是断断续续的十二段墙体，所以当地群众把它称作“十二连城”。
1981年被长葛县政府列为重点文物保护单位。